# Aimée & Jaguar (powieść)
Aimée & Jaguar. Historia pewnej miłości, Berlin 1943 (niem. Aimée & Jaguar. Eine Liebesgeschichte, Berlin 1943) – powieść austriackiej pisarki Eriki Fischer wydana po raz pierwszy w 1994 r. w Kolonii, będąca opartą na faktach opowieścią o romansie Żydówki i Niemki w czasach nazizmu i II wojny światowej w Niemczech. W 1999 r. na jej podstawie powstał film Aimée & Jaguar w reżyserii Maksa Färberböcka.

## Wydarzenia
Za kanwę książki posłużyła historia związku dwóch kobiet zapoczątkowanego w 1942 r.: Lilly Wust niemieckiej gospodyni domowej, żony żołnierza walczącego na froncie wschodnim i matki czworga dzieci oraz Felice Schragenheim, Żydówki działającej w ruchu oporu. Kobiety pisały do siebie listy miłosne, w których Wust występowała pod imieniem Aimée, a Schragenheim – Jaguar, a następnie zamieszkały razem. Wust rozwiodła się z mężem. Romans przerwało aresztowanie Schragenheim przez gestapo 21 sierpnia 1944 r. Trafiła do obozu koncentracyjnego Groß-Rosen, po czym zmarła podczas jednego z Marszów Śmierci, prawdopodobnie w okolicach Bergen. Wust posądzoną o ukrywanie Żydówki od tragicznego losu uratował Krzyż Matki, jaki otrzymała za urodzenie czwórki dzieci rasy aryjskiej.
Historia kochanek stała się znana publicznie, gdy Lilly Wust otrzymała w 1981 r. Order Zasługi Republiki Federalnej Niemiec. Po raz pierwszy publikowane były też wtedy fragmenty listów i wiersze Felice.

## Powstanie i wydanie książki
Opisanie tej historii zaproponowała autorce pewna redaktorka. Erica Fischer znana była wcześniej jako feministka, która podjęła podobny temat kobiecego romansu w książce Lena Goldnadel. Zajmowała się również wielopokoleniowymi opowieściami o żydowskich losach.
Książka była owocem jej wielogodzinnych rozmów z Lilly Wust, która przechowała pamiątki z czasów romansu i skrupulatnie opisała go w swoim pamiętniku („Księga łez”). Opowieści te zostały przez autorkę skonfrontowane z relacjami innych osób, co uwidoczniło się w narracji i komentarzach do książki. W aneksach znajdziemy również autentyczne zdjęcia oraz skany dokumentów.
W ciągu 14 lat książkę przetłumaczono na 17 języków. Polskie wydanie ukazało się w 2008 r. nakładem Wydawnictwa Czarne (ISBN 978-83-7536-034-9).

## Ekranizacja
W 1999 r. na motywach książki zrealizowany został film fabularny Aimée & Jaguar w reżyserii Maksa Färberböcka. Po jego wejściu na ekrany do Eriki Fischer zgłosili się nowi świadkowie tamtych wydarzeń.